# Der Heimweg (Roman)
Der Heimweg ist ein Roman des deutschen Schriftstellers Sebastian Fitzek. Der Psychothriller wurde 2020 veröffentlicht.

## Handlung
Jules Tannberg arbeitet beim Begleittelefon, einem Service für Frauen, die abends oder nachts allein auf dem Heimweg sind. Im Fernsehen verfolgt er Berichte über den Kalenderkiller, der seinen Opfern den Todestag mit einer blutigen Schrift an der Wand angekündigt. Währenddessen spricht er am Telefon mit einer Frau namens Klara, die zunächst nicht antwortet und dann meint, sie habe die Nummer versehentlich gewählt. Doch Jules erkennt mit seiner Erfahrung als ehemaliger Notruf-Mitarbeiter, dass sie draußen unterwegs und in Schwierigkeiten ist. Sie spricht von Todesangst und sagt, auch Jules sei in Gefahr.
Der Helfer, der für seinen im Rollstuhl sitzenden Freund Caesar eingesprungen ist, erinnert sich daran, wie er vor einiger Zeit einen Notruf über den Suizid einer Frau und ein Kind in einem brennenden Zimmer erhalten hat. Die Adresse war seine eigene Wohnung. Klara, die gerade verletzt auf den Teufelsberg klettert, erzählt Jules von ihrem schlimmen Erlebnis. Einige Monate zuvor war die als MTA in einer Psychiatrie arbeitende Frau mit ihrem Mann, dem Zahnarzt Martin, im teuren Hotel Le Zen. In einem versteckten Club wurde sie mit einer brutalen BDSM-Party namens Violence Play konfrontiert. Als sie eine misshandelte Frau retten wollte, wurde sie selbst von den perversen Männern missbraucht.
Am Telefon erwähnt sie gegenüber Jules außerdem die Klinik Berger Hof, in der dessen Frau Dajana in Behandlung war. Klara nahm dort an einem Experiment mit der Desomorphin teil, das die Produktion von Endorphinen beendet, und wird seitdem von einem Yannick verfolgt. Um ihrem weiteren Schicksal zu entgehen, versucht sie nun einen Suizid durch Kohlenstoffmonoxidvergiftung im Auto. Sie erinnert sich dabei, wie sie ihren Vater mal durch das Zertrümmern eines Bildes davon abhielt, ihre Mutter weiter zu vergewaltigen, und daraufhin selbst sein Opfer wurde. Daher möchte ich sie jetzt verhindern, dass so etwas mit Martin und ihrer kleinen Tochter Amelie passiert. Jules hat ihren Suizidplan erkannt und versucht sie mit der Aussage, dass er nicht schon wieder so etwas erleben will, aufzuhalten.
Er berichtet ihr, wie er nach Dajanas Suizid zuhause ankam und einen Abschiedsbrief auf dem Papier des Berger Hofs. Sein Vater hört nun über das Handy mit. Jules erwähnt noch seine Tochter Fabienne, die überlebt habe. Nachdem er erklärt hat, dass die Kohlenmonoxidvergiftung nicht funktioniert, erzählt Klara ihre Geschichte vom Berger Hof. In der luxuriösen Klinik gab Professor Corzon ihr eine Einweisung zum bevorstehenden Experiment, bei dem sie unter Medikamenten heftigen Halluzinationen ausgesetzt werden sollte. Der Assistenzarzt Dr. Kornik gab ihr statt der Übersetzung jedoch eine Warnung und lockte sie aus dem Raum zu einem Fenster. Von dort sah sie, wie Kornik sich vom Gebäude in den Tod stürzte. Klara nahm trotzdem an dem Experiment teil. Anschließend erfuhr sie von Dr. Johannes Kiefer, dass sie fünf Minuten lang klinisch tot gewesen sei. Sie verliebte sich in Kiefer und hatte bei ihm zuhause Sex mit ihm. Direkt danach bemerkte sie jedoch Leichenteile unter seinem Bett und der Doktor stellte sich nun als der Kalenderkiller Yannick vor. Er konfrontierte sie mit einem Video von ihrem Erlebnis im BDSM-Club. Mit ihrem Blut schrieb er dann das Datum 30.11. an die Wand. Bis dahin solle sie Martin töten, um nicht selbst getötet zu werden. Sie bekommt jedoch keine Hilfe von der Polizei, da der Killer sie mit verbundenen Augen zur Wohnung brachte.
Während Jules bei seinem Vater, dem oft betrunkenen Versicherungsdetektiv Hans-Christian, nachfragt, glaubt er klappernde Schlüssel zu hören. Der Vater ist bereit nachzuforschen. Jules sagt Klara, dass sie nicht so schwach sein dürfe. Diese sieht einen Mann in die Ferienwohnung kommen, den sie für Yannick hält, und flieht ohne Jacke in den Wald, wo sie von einem Auto angefahren wird. Darin sitzt Hendrik im Weihnachtsmannkostüm, der sie mit in die Stadt nimmt. Im Auto telefoniert sie wieder mit Jules und singt für dessen kranke Tochter ein Schlaflied. Jules bekommt von seinem Vater den Hinweis, dass Klara nicht wegen eines Experiments, sondern wegen einer dissoziativen Störung im Berger Hof gewesen sei und dass Kernik noch lebe. Es sei außerdem seltsam, dass Dajana und Klara in derselben Klinik waren.
Klara ist wegen Jules’ Hinweis, dass Hendrik immer noch maskiert ist, nervös und findet eine Pistole, mit dem sie ihn bedroht. Doch er überwältigt sie und fesselt sie an die Autotür. Als er aussteigt, nutzt Klara den Startknopf des Autos, um ein Stück davonzufahren. Plötzlich taucht aber Martin auf, der Hendrik niederschlägt und wütend mit Klara wegfährt. Er wirft ihr vor, dass sie mit Hendrik fremdgegangen sei. An einer Brücke holt er einen obdachlos gewordenen Professor ins Auto, zwingt ihn, sich einen Zahn abzubrechen, und lässt Klara den verwahrlosten Mann küssen. Jules hat in der Zwischenzeit Nasenbluten, entdeckt Tabletten in seinem Saft und sein Vater erkennt, dass er Antidepressiva nimmt, die zu Halluzinationen führen. Aber immerhin findet Hans-Christian den geheimen Aufzug im Hotel Le Zen, wohin Jules ihn geschickt hat. Als der Vater wütend zurückruft, berichtet er von sadistischen Treffen mit Gruppenvergewaltigungen in einem vor dem Abriss stehenden Parkhaus. Außerdem sei die Empfangsdame beim BDSM-Club im Hotel als Klara Lousanna Vernet registriert. Unter der Sadisten im Parkhaus glaubt Hans-Christian Caesar erkannt zu haben, der vielleicht nur vortäuscht, im Rollstuhl zu sitzen. In dem Moment klingelt Caesars Handy vor Jules’ Wohnungstür.
Martin ist mit Klara zu dem Parkhaus gefahren, um sie dort vom meistbietenden Perversen vergewaltigen zu lassen. Als er sie allein lässt, findet sie im Auto Hendriks Pistole. Statt des Vergewaltigers taucht jedoch Hendrik wieder auf. Er hat gehört, wie Martin etwas vom Stall brüllte, und wusste als Stripper, was das bedeutet. Außerdem kennt er nun Klaras Namen. Als Martin mit zwei Begleitern zurückkehrt, wehrt sich Klara. Im Kampf verletzt sie jedoch Hendrik mit der vermeintlichen Schreckschusspistole. Martin flieht und auch Klara verlässt das Parkhaus. Bei einer Taxifahrt sieht sie Yannick auf der Straße. Jules entdeckt beim Durchsuchen der Wohnung eine Person unter dem Gästebett, die anschließend durch ein Fenster flieht. Sein Vater will ihm gerade noch etwas über Klara sagen, als diese wieder anruft.
Klara glaubt, dass ihre Halluzinationen nach dem Experiment noch andauern könnten. Jules sagt ihr, dass Yannicks Beschreibung auf Caesar passe, und gibt ihr eine Adresse in der Pestalozzistraße, wo sie hingehen will. Anschließend entdeckt er den Eindringling draußen am Sims und wird von ihm mit dem Messer verletzt. Als er wieder zu sich kommt, klettert er über die Außenwand in Fabiennes Zimmer, um den Eindringling zu vertreiben. Sein Vater kündigt an, dass er auf dem Weg zu ihm nach Hause ist. Klara ist währenddessen in der offenstehenden Wohnung in de Pestalozzistraße angekommen, entdeckt dort aber Yannicks Bett mit den Leichenteilen. Jules sitzt bei Fabienne am Bett, als Martin hineinkommt. Denn Fabienne ist in Wirklichkeit Amelie und sie befinden sich in der Wohnung der Vernets. Klara trifft auf Yannick und nach einem Notruf erschießt sie ihn mit Hendriks Pistole. Dann erhält sie einen panischen Anruf von Babysitter Vigo, der sie drängt, sofort nach Hause zu kommen. Er ist der junge Mann, den Jules für den Eindringling hielt. Beim Versuch, ein Taxi zu bestellen, bemerkt Klara, dass sie das Begleittelefon gar nicht angerufen hat. Sie wurde von Jules angerufen und dieser offenbart ihr jetzt, dass Yannick in Wirklichkeit sein Vater war. Klara wird von der Polizei festgenommen. Jules hat auch Martin getötet und schreibt mit dessen Blut das Datum 30.11. an die Wand.
Drei Wochen später sitzt Klara mit Caesar im Café. Er berichtet ihr von seinen früheren Gesprächen mit Dajana und seinem Gefühl, dass Jules sich verändert habe. Jules hatte es auf Frauen abgesehen, die sich nicht gegen dominante Männer wehrten. Caesar hätte Klara warnen können, weil er Dajanas Abschiedsbrief im Mail-Postfach gefunden hatte, war aber durch Dajanas Aufenthalt in der Psychiatrie verunsichert. Nachdem er über das GPS-Signal seinen Laptop, den er Jules für das Begleittelefon gegeben hatte, in Klaras Wohnung geortet hatte, fuhr er dorthin, traute sich aber nicht weiter. Klara erfährt aus dem Abschiedsbrief, dass Dajana Jules als Kalenderkiller enttarnt hatte. Im Berger Hof besuchte Hans-Christian Dajana und er verriet ihr, dass er gemeinsam mit Jules die Morde beging. In der Klinik zeigte er ihr außerdem Klara, die das nächste Opfer werden sollte. Mit ihrem Suizid wollte Dajana Jules wachrütteln.
Nach dem Lesen des Briefs erhält Klara einen letzten Anruf von Jules, der nochmal zu erklären versucht, dass er als der alleinige Mörder Frauen nur helfen wollte, während sein Vater Frauen gequält habe. Er gesteht, dass er das letzte Aufeinandertreffen von Klara und seinem Vater herbeiführte. Außerdem verrät er, dass die Leichenteile im Bett von seiner Mutter sind, seinem ersten Opfer, das er für zu schwach hielt. Nun hat Klara ein Date mit Hendrik. Außerdem bringt sie dem obdachlosen Professor 10.000 Euro als Wiedergutmachung.

## Figuren
- Klara Vernet: Die junge MTA leidet unter ihrem sadistischen Ehemann und telefoniert mit Jules über das Begleittelefon.
- Jules Tannberg: Der ehemalige Notruf-Mitarbeiter arbeitet ehrenamtlich beim Begleittelefon.
- Martin Vernet: Der Zahnarzt ist sadistisch und terrorisiert seine Ehefrau Klara.
- Hans-Christian Tannberg: Er unterstützt seinen Sohn Jules.
- Dajana: Jules’ verstorbene Ehefrau
- Fabienne: Jules’ Tochter
- Amelie: Klaras Tochter
- Hendrik: Der Stripper begegnet Klara bei ihrer Flucht.
- Caesar: Jules’ Freund
- Vigo: Babysitter
- Professor Corzon: arbeitet in der psychiatrischen Klinik Berger Hof
- Dr. Kornik: Assistenzarzt im Berger Hof
- Dr. Johannes Kiefer / Yannick: verfolgt Klara als Kalenderkiller
- ein obdachlos gewordener Professor

## Hintergrund
Das Heimwegtelefon, das Fitzek als Grundlage für seinen Roman nimmt, existiert als Service für ängstliche Menschen auf dem Heimweg tatsächlich. Der Autor thematisiert außerdem häusliche Gewalt und Sadismus.

## Rezeption
Fitzek erreichte auch mit diesem Roman den ersten Platz in der Spiegel-Bestsellerliste.
Der Rezensent von Literatur-Lounge kommt zu einem positiven Fazit: „Es ist ein Buch, was man aushalten muss, denn der Autor hat in vielen Dingen den Nerv getroffen und geht unter die Haut. Dabei geht es nicht um Blut oder Tod, sondern er greift direkt in der Psyche an und geht so dermaßen unter die Haut, dass ich mich frage, welche psychischen Störungen muss jemand haben, der sie in dieser Intensität darstellen kann?“ Auch die Rezensentin von Krimi-Couch ist relativ zufrieden: „Sebastian Fitzek dreht in Der Heimweg gekonnt an den Stellwerken des Thrillers und nimmt den Leser mit auf eine atemberaubende Reise. Sicherlich kann man darüber diskutieren, ob das wichtige Thema der häuslichen Gewalt in so einem Reißer verarbeitet werden sollte, und sicherlich ist bei dieser ganzen Konstruktion nicht alles logisch oder auch nur wahrscheinlich – aber sei’s drum.“

## Verfilmung
Die Verfilmung des Romans erschien unter dem Titel Sebastian Fitzeks Der Heimweg am 16. Januar 2025 auf Prime Video.

## Textausgaben
- Sebastian Fitzek: Der Heimweg. Droemer Verlag, 2020, 393 Seiten, ISBN 978-3-426-28155-0.